# Sneglehøj auf Møn

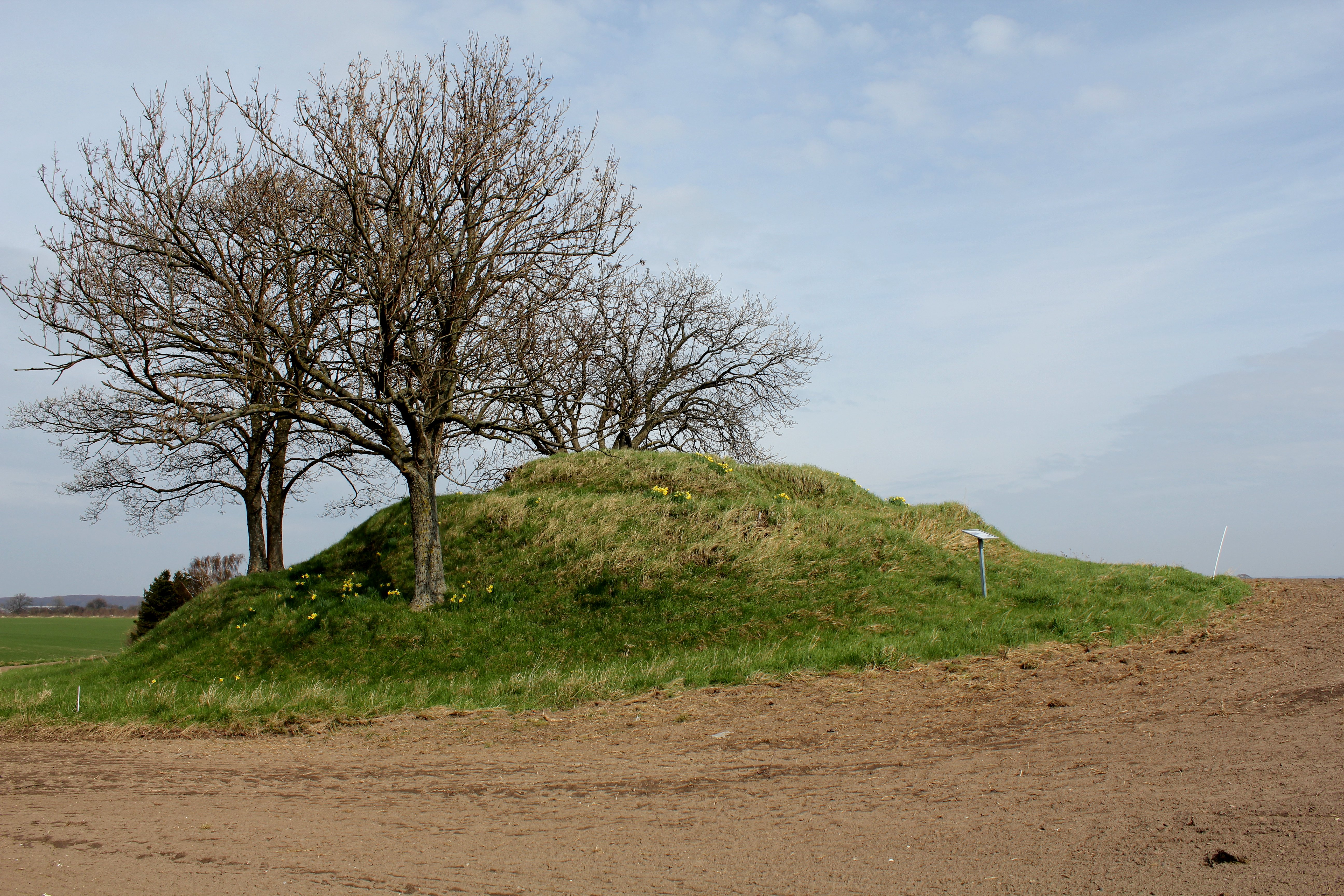
Sneglehøj von Møn

Der Sneglehøj auf Møn liegt in Keldby etwa drei Kilometer westlich von Stege auf der Insel Møn in Dänemark.

## Erläuterung
Das charakteristische an Sneglehøjen (dt. Schneckenhügeln) ist ein spiralförmig um den Rundhügel bis zur Spitze aufsteigender Prozessionsweg. Funde in derartigen Hügeln stammen zumeist aus der Bronzezeit und sind in Dänemark auf Seeland (Sneglehøj von Gladsaxe, Sonnerup, Vordingborg-Liselund, Stolpegaard Major und Minor, zwei benachbarte in Kopenhagen und Sneglehøj von Lejre) und die angrenzenden Regionen beschränkt.
Der Grabhügel hat etwa 20 m Durchmesser und ist 4 m hoch. Der Weg wird nicht mit einer alten Verwendung des Hügels verbunden und als Ausdruck der romantischen Gartenkunst in den letzten 150 Jahren betrachtet. Der Hügel ist auf der neuen 500-Kronen-Banknote abgebildet.
1875 wurde an der Südseite des Hügel eine Urne gefunden, die verbrannte Knochen und ein kleines vergoldetes Bronzemesser enthielt.
Es gibt so bezeichnete Rundhügel in Deutschland (Schneckenhügel Aurich) und England (Snail Mound in Lyveden New Bield).